# 562 سالومي
سالومي هو الكويكب رقم 562 الذي تم اكتشافه من قبل عالم الفلك ماكس ولف من مرصد هايدلبرغ وكان ذلك في 3 أبريل من عام 1905 في ألمانيا.